# Tilapia dageti
Tilapia dageti е вид бодлоперка от семейство Цихлиди (Cichlidae). Видът не е застрашен от изчезване.

## Разпространение
Разпространен е в Буркина Фасо, Гана, Гвинея, Камерун, Кения, Кот д'Ивоар, Мали, Нигер, Нигерия, Того и Чад.

## Описание
На дължина достигат до 40 cm, а теглото им е максимум 1000 g.